# Тёплая Гора
Тёплая Гора — посёлок городского типа в Горнозаводском районе Пермского края России. В посёлке расположена одноимённая  железнодорожная станция

## География
Тёплая Гора расположена в лесистой местности на западном склоне Среднего Урала, на реке Койве (приток Чусовой), приблизительно в 14 км к западу от границы Пермского края и Свердловской области и границы Европы с Азией, в 113 км к северо-востоку от города Чусового, 244 км от столицы края города Перми и 1678 км от столицы России города Москвы.

### Уличная сеть
| Наименование улицы  | Наименование улицы | Наименование улицы     | Наименование улицы   |
| ------------------- | ------------------ | ---------------------- | -------------------- |
| 1 Мая               | Калужская          | Оку́лова                | Северный переулок    |
| Би́серская           | Ка́менная           | Пионерский переулок    | Советская            |
| Горная              | Карьерная          | Победы                 | Станционный переулок |
| Дзержинского        | Коммунальная       | Полево́й переулок       | Строителей           |
| До́менная            | Комсомольская      | Пролетарская           | Теплогорская         |
| Ело́винский переулок | Куйбышева          | Промысло́вский переулок | То́рговский переулок  |
| Железнодорожная     | Лесная             | Промышленная           | Трудовая             |
| Заводска́я           | Мостова́я           | Профессиональная       | Футбольная           |
| Заре́чная            | Некрасова          | Речная                 |                      |
| Зелёная             | Октябрьская        | Садовый переулок       | --                   |

## История
В 1884 году графом Шуваловым был построен Теплогорский чугуноделательный завод. Несколько раньше появилось первое заводское поселение. Название посёлок получил от горыТёплой. Первые переселенцы так назвали новое тёплое место.
В 1912 году здесь была возведена первая и единственная в России той поры домна с эллиптическим профилем. На приисках Крестовоздвиженских промыслов, недалеко от посёлка, в 1829 году был найден первый в России алмаз, добывалось промышленным способом золото и платина.
До постройки Горнозаводской уральской железной дороги в 1879 году всю готовую продукцию заводов Бисера, Тёплой Горы и Кусье-Александровска сплавляли на барках по Койве и Чусовой в Каму.
Статус посёлка городского типа с 27 августа 1928 года.
В 1956 году завод преобразован в литейно-механический. С декабря 1987 года начал работать щебёночный завод.
Распоряжением Правительства РФ от 29 июля 2014 года № 1398-р «Об утверждении перечня моногородов» пгт включён в категорию «Монопрофильные муниципальные образования Российской Федерации (моногорода) с наиболее сложным социально-экономическим положением».

## Население
| 1931  | 1959  | 1970  | 1979  | 1989  | 2002  | 2006  | 2007  | 2009  |
| ----- | ----- | ----- | ----- | ----- | ----- | ----- | ----- | ----- |
| 2298  | ↗7646 | ↘5301 | ↘4905 | ↘4558 | ↘3860 | ↘3700 | →3700 | ↘3589 |
| 2010  | 2012  | 2013  | 2014  | 2015  | 2016  | 2017  | 2018  | 2019  |
| ↘3306 | ↘3186 | ↘3093 | ↘3025 | ↘3005 | ↘2935 | ↘2884 | ↘2826 | ↘2803 |
| 2020  | 2021  | 2023  |       |       |       |       |       |       |
| ↘2739 | ↗2767 | ↘2719 |       |       |       |       |       |       |

## Инфраструктура
В посёлке работают участковая больница с поликлиникой, небольшая пожарная часть, участковый пункт полиции, отделение «Почты России» и Сбербанка; работают продуктовые, хозяйственные и строительный магазины, секонд-хэнд, аптека и парикмахерская, а также торговый центр, представляющий собой одноэтажное здание в стиле позднего советского конструктивизма, состоящее из двух сдвоенных магазинов с площадкой между ними под общей крышей.

### Религия
- Бревенчатый православный храм иконы Божией Матери «Споручница грешных»[26].

### Культура
- Дом культуры с библиотекой;
- Мемориальный комплекс памяти жертв Второй Мировой войны с обелиском в честь погибших воинов Великой Отечественной войны;
- Парк культуры.

### Образование
- Средняя общеобразовательная школа (два корпуса в разных частях посёлка);
- Два детских сада.

### Спорт
- Спорткомплекс «Литейщик» (закрыт в 2010 году из-за банкротства чугунолитейного предприятия ОАО «Тэлиэм»)[27];
- ДЮСШ и стадион[28].

## Транспорт
Через посёлок проходит участок Пермь — Нижний Тагил Горнозаводского хода Свердловской железной дороги. На железнодорожной станции Тёплая Гора останавливаются электрички Нижний Тагил — Чусовская.
В начале 2000-х годов была построена новая дорога с асфальтобетонным покрытием от Тёплой Горы до Горнозаводска в одну сторону и до Качканара (через посёлок Промысла́) в другую. Также построена автомобильная дорога Пермь — Екатеринбург, проходящая через посёлок Полазна, город Чусовой, посёлки Тёплая Гора, Промысла, относящаяся к Северному широтному коридору. До Тёплой Горы можно добраться на междугородном автобусе из Перми, Чусового и Горнозаводска.

## Туризм
Станция Тёплая Гора — важный транспортный узел для туристов. Через неё транзитом следуют туристы, следующие на сплавы по рекам Пермского края: Усьве, Койве, Вильве и другим, либо на вело- и пешеходные маршруты на гору Колпаки́ и далее в Свердловскую область и другие.

## Экономика
До 2010 года основным, крупнейшим градообразующим предприятием посёлка было чугунолитейное предприятие ОАО «Тэлиэм», которое с 2010 года считается банкротом и закрыто. Отрасли хозяйства, представленные в посёлке: промышленность по производству стройматериалов и лесная промышленность. Крупнейшие предприятия посёлка:
- ПАО «Теплогорский щебёночный комбинат» (добыча щебня);
- ПАО «Теплогорский леспромхоз» (лесная промышленность);
- ООО «Лесная компания» (лесная промышленность).

Через Тёплую Гору проходят важные газопроводы, а также линия электропередач 110 КВ Тёплая Гора — Промысла — Качканар. Рядом с посёлком построен Вижайский щебёночный карьер.

## Галерея
- Улица Победы, местный торговый центр
- Церковь иконы Божией Матери «Споручница грешных»
- Улица 1 Мая, малоэтажная застройка
- Железнодорожная станция Тёплая Гора
- Воинский мемориал в честь жертв Великой Отечественной войны
- Обелиск в парке культуры на ул. 1 Мая